# Zam Zam (film)
 (décembre 2019).
Si vous disposez d'ouvrages ou d'articles de référence ou si vous connaissez des sites web de qualité traitant du thème abordé ici, merci de compléter l'article en donnant les références utiles à sa vérifiabilité et en les liant à la section « Notes et références ».
Pour les articles homonymes, voir Zam-Zam.
Pour plus de détails, voir Fiche technique et Distribution.
Zam Zam est une comédie dramatique inédite en Malayalam réalisée par G. Neelakanta Reddy produite par Manu Kumaran et financée par Taizoon Khorakiwala. Le film est un remake du film hindi Queen de Vikas Bahl et met en scène Manjima Mohan dans le rôle principal,.

## Production
En juin 2014, Viacom 18 Motion Pictures, les producteurs du film Queen, ont annoncé officiellement qu'ils avaient vendu les droits de remake des versions Tamil, Telugu, Malayalam et Kannada de leur film à Thiagarajan, qui réaliserait les films par l'intermédiaire de son studio de production, Staar Movies. Viacom a ajouté une clause restrictive à l'accord, selon laquelle les prises de vue devaient commencer avant le 8 juin 2017, sinon les droits reviendraient à Viacom.

## Distribution
- Zama Nazreen : Manjima Mohan
- Zama Farzil : Shibani Dandekar
- Capitaine Bijumon : Sunny Wayne
- Kavitha Karthiyayeni : Muthumani
- Chackochan Nair : Baiju
- Manju